# Obere Mühle (Nordheim vor der Rhön)
Die Obere Mühle liegt in der Gemeinde Nordheim vor der Rhön/Landkreis Rhön-Grabfeld. Die Mühle liegt an einem Mühlbach, der vom Fluss Streu abzweigt.

## Geschichte
Die Obere Mühle wurde 1680 erbaut. Sie war Eigentum der Gemeinde und war dem Kloster Wechterswinkel lehnpflichtig. Die Mühle war eine Getreidemühle.